# رجاء بن حيوة
رجاء بن حيوة الكندي الشهير بابن جرول وقيل: ابن جزل، وقيل: ابن جندل أبو نصر الكندي الأزدي، ويقال: الفلسطيني، الفقيه، من جلة التابعين، ولجده جرول بن الأحنف صحبة فيما قيل يكنى بأبي المقدام، فقيه وخطاط اشتهر بأنه أحد المهندسين الاثنين الذين أشرفا على تفاصيل الزخارف والنقوش الإسلامية داخل قبة الصخرة في القدس. ولد رجاء في بيسان في فلسطين وعاش فيها. كان ملازما للخليفة عمر بن عبد العزيز، ولم يصاحب خليفة بعد وفاته. قال أبو نعيم الأصبهاني: "ومنهم الفقيه المفهم المطعام مشير الخلفاء والأمراء رجاء بن حيوة أبو المقدام عينه عبد الملك بن مروان وزيرا ومستشارا بعد أن ذاع صيته بين العلماء، وكان من مستشاري سليمان بن عبد الملك وممن أشار عليه بتولية عمر بن عبد العزيز من بعده

## نسبه
رجاء بن حيوة بن خنزل بن الأحنف بن السمط بن امرئ القيس بن عمرو بن معاوية بن الحارث الأكبر بن معاوية بن ثور بن مرتع بن معاوية بن كندة.

## نشأته ورواية الحديث
ولد رجاء في بيسان في فلسطين لعائلة مسيحية من نصارى فلسطين. شهد أبوه حيوة فتح فلسطين وخطبة عمر بن الخطاب في أهلها بعد تسلمه مفاتيح القدس وأسلم هو وعائلته وكان وقتها ابن خمسة عشر عاما تتلمذ على يد الصحابي معاذ بن جبل
حدث رجاء عن معاذ بن جبل، وأبي الدرداء، وعبادة بن الصامت، وطائفة، أرسل عن هؤلاء وعن غيرهم. وروى أيضا عن عبد الله بن عمرو، ومعاوية بن أبي سفيان، وأبي سعيد الخدري، وجابر بن عبد الله البجلي، وأبي أمامة الباهلي، ومحمود بن الربيع، وأم الدرداء، وعبد الملك بن مروان، وأبيه حيوة، وأبي إدريس، وخلق كثير.
حدث عنه: مكحول، والزهري، وقتادة، وعبد الملك بن عمير، وإبراهيم بن أبي عبلة، وابن عون، وحميد الطويل، وأشعث بن أبي الشعثاء، ومحمد بن عجلان، ومحمد بن جحادة، وعروة بن رويم، ورجاء بن أبي سلمة، وثور بن يزيد، وآخرون.

## قالوا عنه
- قال مطر الوراق: مارأيت شامياً أفضل من رجاء بن حيوة، وكان ابن عون إذا ذكر من يعجبه ذكر رجاء بن حيوة، وقال أيضاً: ثلاث لم أرَ مثلهم كأنهم التقوا فتواصوا: ابن سيرين بالعراق، وقاسم بن محمد بالحجاز، ورجاء بن حيوة بالشام.
- قال عبيد بن أبي السائب ثنا أبي قال: «ما رأيت أحدا أحسن اعتدالاً في الصلاة من رجاء بن حيوة»
- قال ضمرة عن رجاء بن أبي سلمة: «ما من رجل من أهل الشام أحب إلى أن أقتدي به من رجاء بن حيوة»
- قال ابن سعد:[10]«كان ثقة عالما فاضلا كثير».

## من أقواله
- «من لم يؤاخِ إلا من لا عيب فيه قل صديقه، ومن لم يرض من صديقه إلا بالإخلاص له دام سخطه، ومن عاتب إخوانه على كل ذنب كثر عدوه»[11]
- «ما أحسن الإسلام ويزينه الإيمان وما أحسن الإيمان ويزينه التقوى وما أحسن التقوى ويزينه العلم، وما أحسن العلم ويزينه الحلم وما أحسن الحلم ويزينه الرفق»[12]

## دوره في بناء قبة الصخرة
قال الإمام ابن كثير: ولما أراد عبد الملك عمارة بيت المقدس وجه إليه بالأموال والعمال، ووكل بالعمل رجاء بن حيوة ويزيد بن سلام مولاه وجمع الصناع من أطراف البلاد وأرسلهم إلى بيت المقدس، وأرسل إليه بالأموال الجزيلة الكثيرة، وأمر رجاء بن حيوة ويزيد أن يفرغا الأموال إفراغاً، ولا يتوقفا فيه؛ فبثوا النفقات وأكثروا، فبنوا القبة فجاءت من أحسن البناء، وفرشاها بالرخام الملون، وعملا للقبة جلالين أحدهما: من اليود الأحمر للشتاء، وآخر: من أدم للصيف وحفا القبة بأنواع الستور، وأقاما لها سدنة، وخداماً بأنواع الطيب والمسك والعنبر والماورد والزعفران، ويعملون منه غالية ويبخرون القبة والمسجد من الليل، وجعل فيها من قناديل الذهب والفضة والسلاسل الذهب والفضة شيئاً كثيراً، وجعل فيها العود القمارى المغلف بالمسك وفرشاها والمسجد بأنواع البسط الملونة وكانوا إذا أطلقوا البخور شم من مسافة بعيدة.
وكان إذا رجع الرجل من بيت المقدس إلى بلاده توجد منه رائحة المسك والطيب والبخور أياماً ويعرف أنه قد أقبل من بيت المقدس وأنه دخل الصخرة، وكان فيه من السدنة والقوم القائمين بأمره خلق كثير، ولم يكن يومئذ على وجه الأرض بناء أحسن ولا أبهى من قبة صخرة بيت المقدس بحيث إن الناس التهوا بها عن الكعبة والحج وبحيث كانوا لا يلتفتون في موسم الحج وغيره إلى غير المسير إلى بيت المقدس.
وافتتن الناس بذلك افتناناً عظيماً، وأتوه من كل مكان وقد عملوا فيه من الإشارات والعلامات المكذوبة شيئاً كثيراً مما في الآخرة فصوروا فيه صورة الصراط وباب الجنة وقدم رسول الله صلى الله عليه وسلم ووادى جهنم وكذلك في أبوابه ومواضع منه فاغتر الناس بذلك وإلى زماننا.
وبالجملة أن صخرة بيت المقدس لما فرغ من بنائها لم يكن لها نظير على وجه الأرض، وقد كان فيها من الفصوص والجواهر والفسيفساء وغير ذلك شى ء كثير وأنواع باهرة، ولما فرغ رجاء بن حيوة، ويزيد بن سلام من عمارتها على أكمل الوجوه فضل من المال الذي أنفقاه على ذلك ستمائة ألف مثقال، وقيل ثلاثمائة ألف مثقال، فكتبا إلى عبد الملك يخبرانه بذلك، فكتب إليهما قد وهبته منكما فكتبا إليه إنا لو استطعنا لزدنا في عمارة هذا المسجد من حلى نسائنا، فكتب إليهما إذ أبيتما أن تقبلاه فأفرغاه على القبة والأبواب فما كان أحد يستطيع أن يتأمل القبة مما عليها من الذهب القديم والحديث، فلما كان في خلافة أبى جعفر المنصور قدم بيت المقدس في سنة أربعين ومائة فوجد المسجد خراباً فأمر أن يقلع ذلك الذهب والصفائح التي على القبة والأبواب وأن يعمروا بها ما تشعت في المسجد ففعلوا ذلك وكان المسجد طويلاً فأمر أن يؤخذ من طوله ويزداد في عرضه ولما أكمل البناء كتب على القبة مما يلى الباب القبلى أمر ببنائه بعد تشعيثه أمير المؤمنين عبد الملك سنة اثنتين وستين من الهجرة النبوية وكان طول المسجد من القبلة إلى الشمال سبعمائة وخمسة وستون ذراعاً وعرضه أربعمائة وستون ذراعاً.

## نصحه لأئمة المسلمين وعامتهم
لو لم يكن لرجاء بن حيوة موقف غير موقفه الذي أشار به على سليمان بن عبد الملك بولاية عمر بن عبد العزيز لكفاه، فقد كان صادقًا في نصيحته له، يروى عن رجاء بن حيوة أنه قال: لما ثقل سليمان بن عبد الملك رآني عمر في الدار أخرج وأدخل وأتردد فدعاني فقال لي: يا رجاء، أذكرك الله والإسلام أن لاتذكرني لأمير المؤمنين أو تشير بي عليه إن استشارك فوالله ما أقوى على هذا الأمر فأنشدك الله إلا صرفت أمير المؤمنين عني فانتهرته وقلت: إنك لحريص على الخلافة لتطمع أن أشير عليه بك فاستحيا ودخلت فقال لي سليمان: يا رجاء من ترى لهذا الأمر وإلى من ترى أن أعهد؟ قلت: يا أمير المؤمنين، اتق الله فإنك قادم على الله، وسائلك عن هذا الأمر وما صنعت فيه قال: فمن ترى؟ فقلت: عمر بن عبد العزيز قال: كيف أصنع بعهد أمير المؤمنين عبد الملك إلى الوليد وإلي في ابني عاتكة أيهما بقي؟ قلت: تجعلهما من بعده قال: أصبت ووفقت جئني بصحيفة فأتيته بصحيفة فكتب عهد عمر ويزيد من بعده وختمها، ثم دعوت رجالاً فدخلوا عليه فقال لهم: إني قد عهدت عهدي في هذه الصحيفة ودفعتها إلى رجاء وأمرته أمري وهو في الصحيفة اشهدوا واختموا الصحيفة؛ فختموا عليها وخرجوا فلم يلبث سليمان أن مات؛ فكففت النساء عن الصياح وخرجت إلى الناس فقالوا: يا رجاء، كيف أمير المؤمنين؟ قلت: تعلمون منذ اشتكى أسكن منه الساعة قالوا: لله الحمد فقلت: ألستم تعلمون أن هذا عهد أمير المؤمنين وتشهدون عليه؟ قالوا: بلى قلت: أفترضون به؟ قال هشام: إن كان فيه رجل من ولد عبد الملك وإلا فلا، قلت: فإن فيه رجلا من ولد عبد الملك قال: فنعم إذا، قال: فدخلت فمكثت ساعة ثم قلت: للنساء اصرخن، وخرجت فقرأت الكتاب والناس مجتمعون.

## وفاته
قال ابن حبان في مشاهيره: «كان من عباد أهل الشام وزهادهم وفقهاء التابعين وعلمائهم مات سنة اثنتي عشرة ومائة للهجرة».